# Kładka pieszo-rowerowa w Owińskach
Kładka pieszo-rowerowa w Owińskach – kładka dla pieszych i rowerzystów wraz z wieżą widokową, przerzucona nad rzeką Wartą w zachodniej części Owińsk (północna część powiatu poznańskiego).

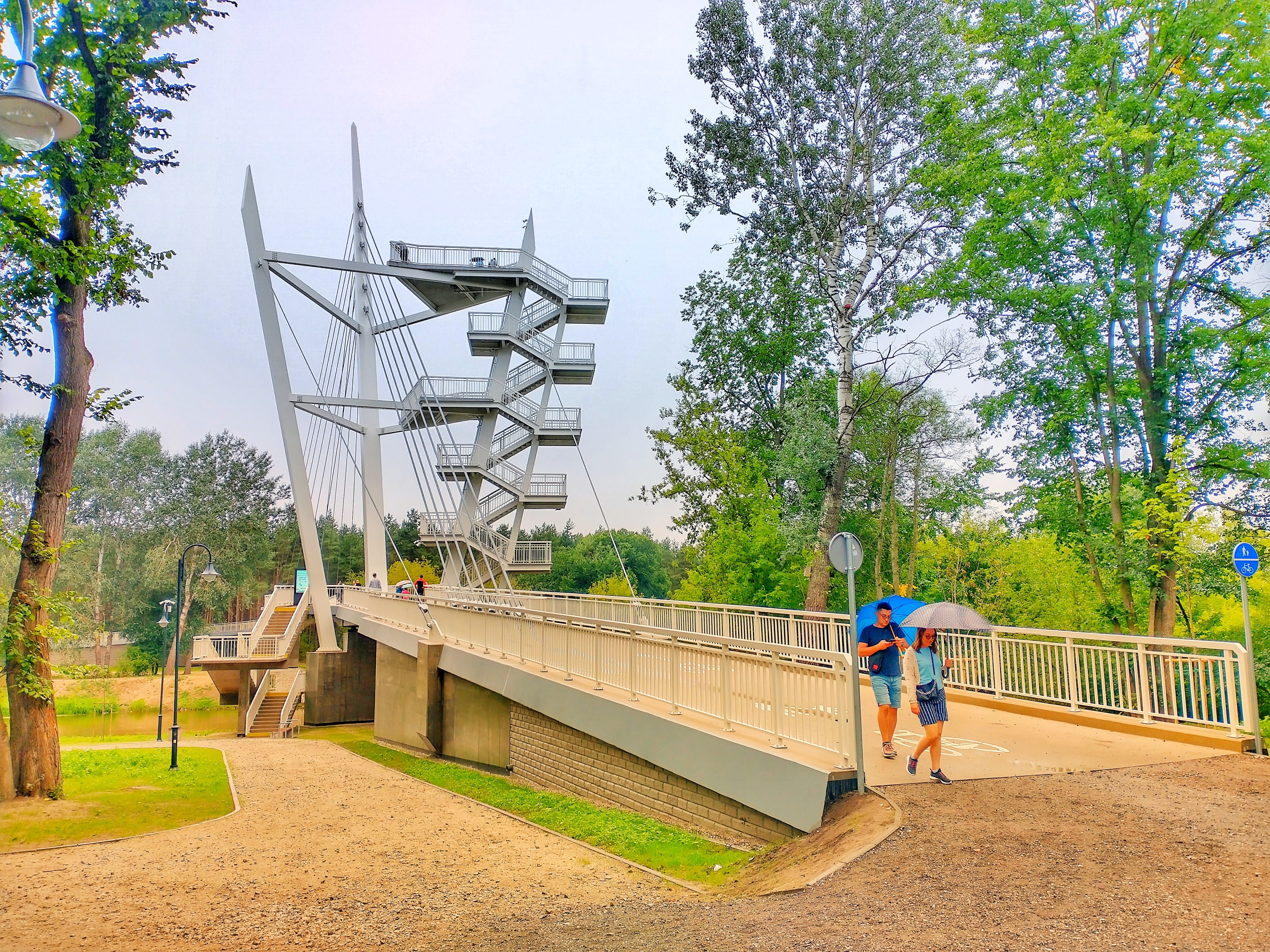
Widok od strony Owińsk (ze wschodu)

Obiekt, budowany od 2021, ma długość około 130 metrów, a wraz z drogami dojazdowymi 200 metrów (najdłuższe z trzech przęseł, umieszczone 10 metrów nad lustrem rzeki, ma długość 83 metrów). Szerokość kładki wynosi 3,9 metra. Od strony wschodniego przyczółku w kładkę wbudowana jest wieża widokowa z kilkoma tarasami widokowymi. Najwyższy z nich znajduje się na wysokości 25 metrów i zapewnia widok na Wartę oraz okoliczne tereny. Na poziomie drogi pieszo-rowerowej umieszczono infokiosk. Konstrukcja nośna wykonana jest ze stali i dźwiga żelbetowe płyty pieszojezdni. Od strony Radojewa część wjazdowej pochylni (zbudowanej w łuku) opiera się wyłącznie na gruncie. W centralnej części kładki, nad rzeką, zaaranżowano wysunięte zatoki wypoczynkowe z ławkami.
Budowla stanowi mocny akcent na tle otaczającej go zieleni (tereny leśne i nadrzeczne). Cięgna podwieszone są do pylonu pochylonego w stronę rzeki, dla którego przeciwwaga optyczną są dwa niższe i smuklejsze pylony skierowane ukośnie ku brzegowi. Między pylony wstawiona jest ekspresyjna konstrukcja wieży z platformami (na 10 i 25 metrach wysokości). Autorem projektu było Atelier Paweł Byrski.
Kładka łączy tereny turystyczne i rekreacyjne położone na północ od Poznania, na terenie samego miasta oraz gminy Czerwonak i Suchy Las. Należą do nich: Puszcza Zielonka z Dziewiczą Górą, klasztor Cysterek, Park Orientacji Przestrzennej, Muzeum Tyflologiczne, kościół św. Mikołaja, zespół stawów rekreacyjnych, dąb Bartek (po stronie wschodniej) oraz Góra Moraska z rezerwatem meteorytów, pałac w Radojewie, pałac w Biedrusku, Łysy Młyn (po stronie zachodniej) i inne. Z dworcem kolejowym w Owińskach przeprawę łączy system wspierania bezpieczeństwa i orientacji przestrzennej osób z niepełnosprawnościami, zwłaszcza wzroku. Budowla jest dostępna całodobowo i bezpłatnie.
Obiekt powstał z funduszy gminy Czerwonak, miasta Poznań, powiatu poznańskiego, gminy Suchy Las oraz funduszy unijnych w ramach Wielkopolskiego Regionalnego Programu Operacyjnego na lata 2014–2020. Wartość inwestycji wyniosła 27 104 000,00 zł.
W miejscu kładki do lat 40. XX wieku działała przeprawa promowa. Obok zlokalizowano parkingi, stojaki rowerowe i przystań kajakową.

## Galeria

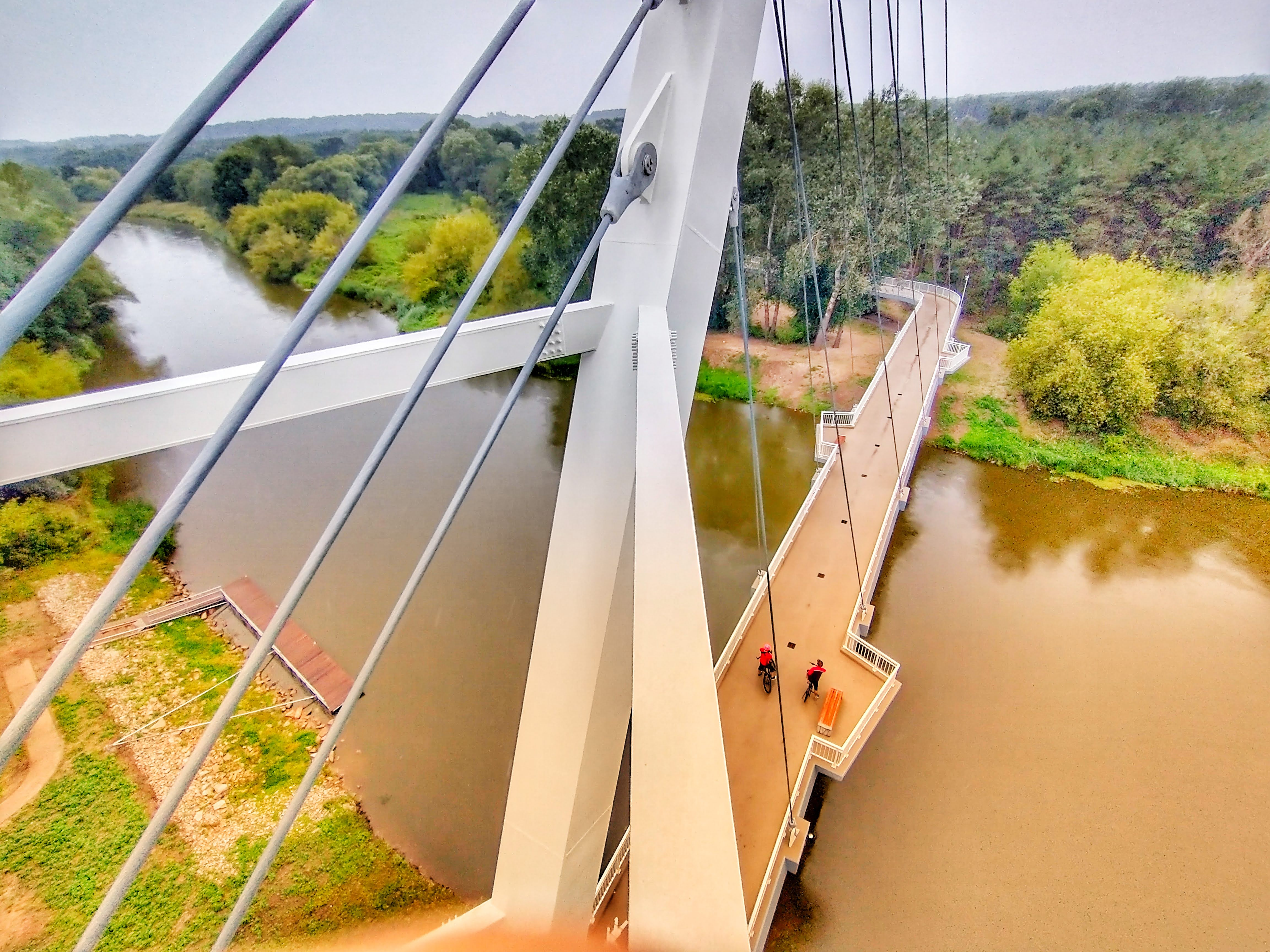
Widok z wieży ku południowi na Wartę
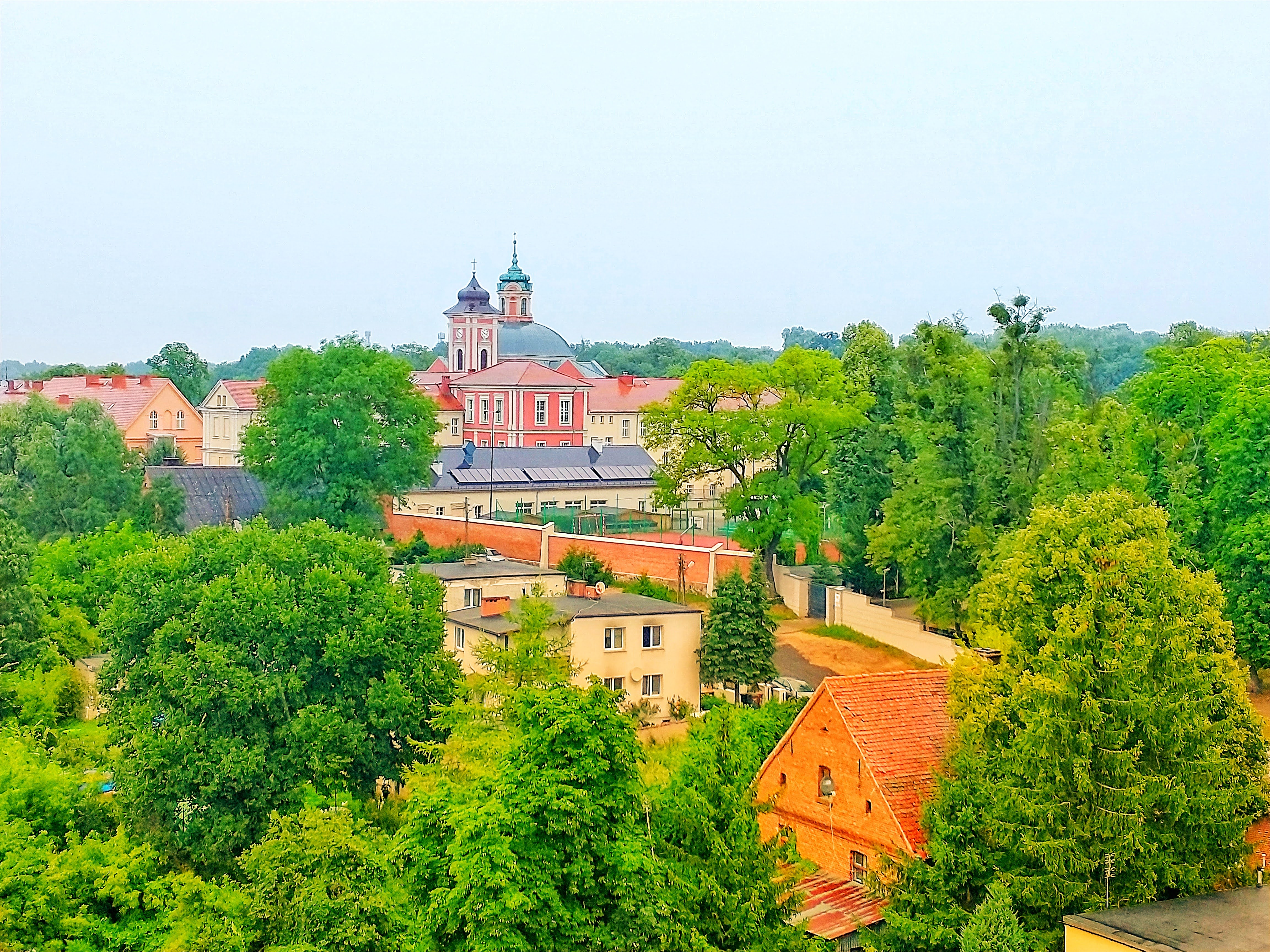
Widok na Owińska, w tym klasztor Cysterek